# فقر در روم باستان

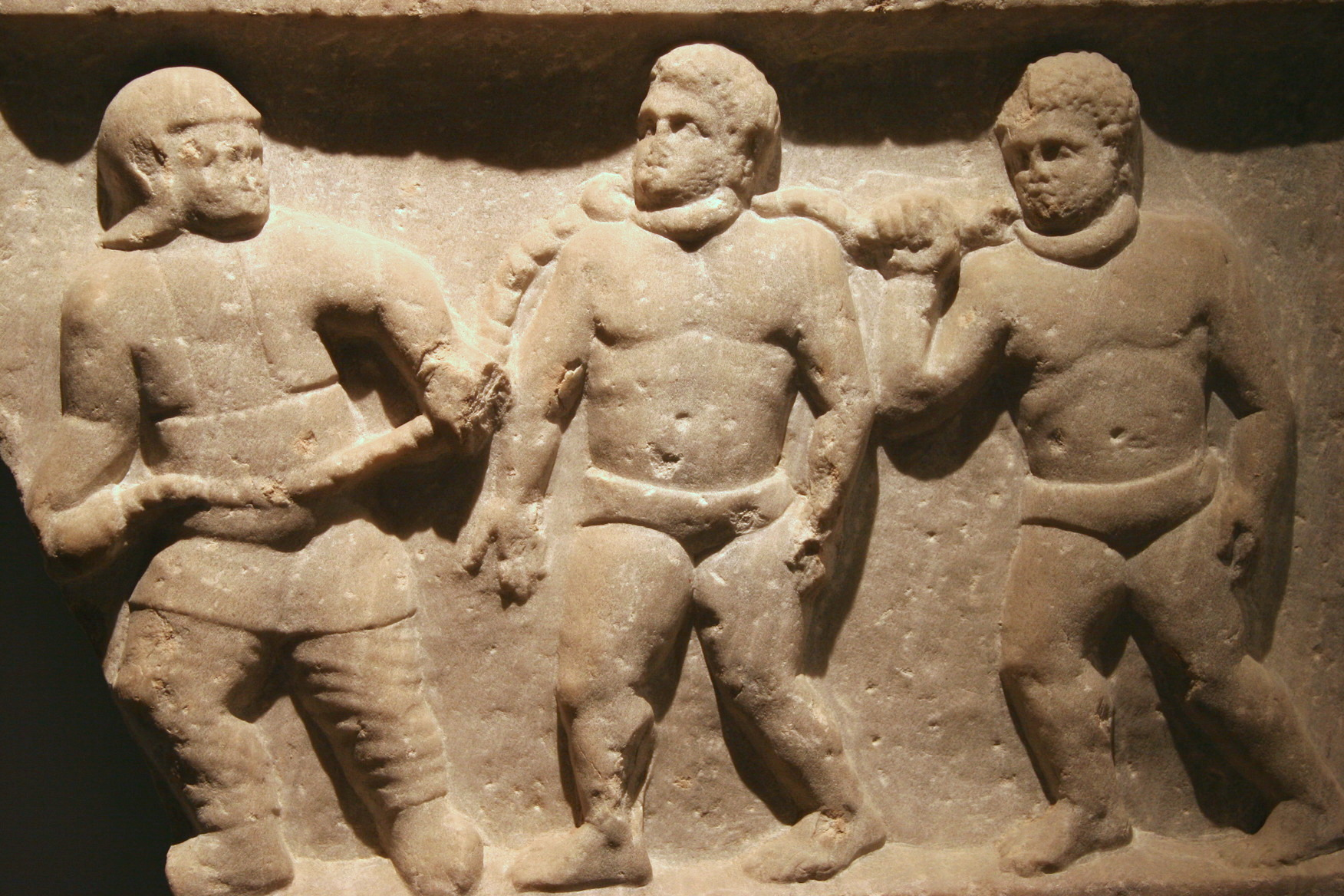
سنگ‌برجسته‌ای که بردگان رومی را نشان می‌دهد.

از آنجاییکه زندگی تنگدستان در نوشته‌های تاریخی پوشش چندانی داده نشده‌است و همچنین از آنجاییکه نمایاندن یک مرز ریزبینانه میان مردم تهی‌ست و مردم میان‌دست سخت می‌باشد پژوهشگران امروزی روم باستان در روشنگری اینکه چه کسانی در تنگدستی زندگی می‌کردند به دشواری برخورده‌اند.
نویسندگان رومی، بخش‌های تهی‌ست را توده‌هایی می‌نمایانند که نیک‌کرداری و خوش‌رفتاری ندارند و تهدیدی برای ملت هستند و به ارزش‌های جهان روم ارج نمی‌نهند.
رویکردهای مسیحی روم باستان بیشتر نگاه دلسوزانه‌ای به تنگدستان دارند و از توانگران می‌خواهند به آنها کمک کنند.
تلاش‌های دیگری نیز برای کمک به تنگدستان انجام می‌شد، مانند Cura Annonae، سیاستی که گندم‌وجو را دوباره پخش می‌کرد.
حق‌وحقوق تنگدستان رومی کم بود. آنها نمی‌توانستد به دفاتر سیاسی دسترسی داشته‌باشند، نرخ‌های مالیاتی بالاتری داشتند و توانایی پرداخت بیشتر نمادهای وضعیت را نداشتند.
تعریف تنگدستی در روم باستان می‌تواند دشوار باشد. چندوچون بیشتر مردم در جهان روم همانند ایده‌های امروزی از تنگدستی بود. آنها نرخ بالایی از مرگ‌ومیر نوزادان ، رژیم خوراکی بد و نرخ پایین توانایی خواندن‌ونوشتن داشتند.
همچنین اینگونه نبود که تنگدستی یک جایگاه مشکل‌ساز یا نپذیرفتنی شمرده شود که با برداشت امروزی از تنگدستی ناهمسان است. همچنین روشن نیست که آیا گروهی از مردم بوده‌اند که به طور محسوسی تهی‌دست‌تر از دیگر گروه‌ها بوده‌اند یا خیر.
گمان دیگر این است که اقتصاد روم برای آنها که در شمار سپاهیان نبودند این بستر را فراهم می‌کرده که معیارهای برداشت امروزی از تنگدستی را داشته باشند تا مانند برداشت امروزی از تنگدستی زندگی نکنند.

## بن‌مايه
- همکاری‌کنندگان ویکی‌پدیا، «Poverty in ancient Rome rule»، ویکی‌پدیای انگليسی، دانشنامهٔ آزاد (بازیابی ۳ خرداد ۱۴۰۲)